# Далзелл, Кевин
Кевин Далзелл (англ. Kevin Dalzell, родился 25 января 1974) — американский регбист, выступавший на позиции скрам-хава.

## Биография
Окончил Калифорнийский университет в Беркли, по профессии риэлтор (проживает в Сан-Диего). Выступал за спортивный клуб «Калифорния Голден Бэрс» в 1992—1997 годах, в 1996 году завоевал премию Вудли — высшую награду регбисту-студенту колледжа. Позже выступал за клуб «Олд Мишн Бич» из Сан-Диего, в Европе играл за английский клуб «Бат», французские команды «Брив» и «Клермон-Ферран» и шотландский «Бордер Райверз».
В составе сборной США Далзелл сыграл 42 матча с 1996 по 2003 годы. Дебютировал 21 сентября 1996 года в матче против Уругвая на чемпионате Тихоокеанского хребта. 20 июня 1998 года занёс первую попытку в матче против Гонконга. Дважды играл на Кубках мира в 1999 и 2003 годах: в 1999 году провёл 9 игр, занеся 4 попытки и набрав 89 очков — из них на Кубок мира 1999 года, где он был капитаном, пришлись 3 игры, одна попытка, 3 реализации и 6 штрафных (итого 29 очков). Также сыграл в 2003 году на Кубке мира (очков не набрал).